# Quintanavides
Quintanavides település Spanyolországban, Burgos tartományban. Quintanavides Galbarros, Briviesca, Castil de Peones, Santa María del Invierno és Santa Olalla de Bureba községekkel határos. Lakosainak száma 64 fő (2024).

## Népesség
A település népessége az utóbbi években az alábbiak szerint változott:
| Lakosok száma | 83   | 118  | 107  | 102  | 108  | 102  | 86   | 76   | 74   | 64   |
|               | 2001 | 2004 | 2006 | 2009 | 2011 | 2014 | 2016 | 2019 | 2021 | 2024 |